# Bolostromoides
Bolostromoides là một chi nhện trong họ Cyrtaucheniidae.

## Các loài
Het geslacht kent de volgende soort:
- Bolostromoides summorum Schiapelli & Gerschman, 1945